# Bosnië en Herzegovina op de Olympische Zomerspelen 2004
Bosnië en Herzegovina nam deel aan de Olympische Zomerspelen 2004 in Athene, Griekenland. Net als tijdens alle eerdere deelnames werd geen medaille gewonnen.

## Deelnemers en resultaten
(m) = mannen, (v) = vrouwen 

### Atletiek
| Olympiër         | Discipline | Resultaat | Prestatie               |
| ---------------- | ---------- | --------- | ----------------------- |
| Jasmin Salihović | 800m (m)   | 62e       | serie 3: 7e in 1.49,59  |
|                  |            |           |                         |
| Jasminka Guber   | 1500m (v)  | 37e       | serie 2: 11e in 4.17,75 |

### Judo
| Olympiër   | Discipline | Resultaat | Prestatie                         |
| ---------- | ---------- | --------- | --------------------------------- |
| Amel Mekić | -100kg (m) | 33e       | voorronde: V van JPN Inoue: ippon |

### Kanovaren
| Olympiër        | Discipline     | Resultaat | Prestatie                 |
| --------------- | -------------- | --------- | ------------------------- |
| Emir Šarganović | K-1 slalom (m) | 23e       | voorronde: 23e met 216,30 |

### Schietsport
| Olympiër       | Discipline                 | Resultaat | Prestatie                                             |
| -------------- | -------------------------- | --------- | ----------------------------------------------------- |
| Nedžad Fazlija | 10m luchtgeweer (m)        | 35e       | kwalificatie: 35e met 587 punten (99-96-97-100-98-97) |
| Nedžad Fazlija | 50m geweer 3 houdingen (m) | 33e       | kwalificatie: 33e met 1144 punten (388-381-375)       |
| Nedžad Fazlija | 50m geweer liggend (m)     | 44e       | kwalificatie: 44e met 585 punten (97-98-96-99-99-96)  |

### Taekwondo
| Olympiër     | Discipline | Resultaat | Prestatie                        |
| ------------ | ---------- | --------- | -------------------------------- |
| Zoran Prerad | +80kg (m)  | 11e       | 1e ronde: V van ESP García: 2-13 |

### Tafeltennis
| Olympiër        | Discipline    | Resultaat | Prestatie                                                         |
| --------------- | ------------- | --------- | ----------------------------------------------------------------- |
| Srđan Miličević | enkelspel (m) | 33e       | 1e ronde: W van AUS Lavale: 4-2 2e ronde: V van CRO Primorac: 1-4 |

### Tennis
| Olympiër             | Discipline    | Resultaat | Prestatie                             |
| -------------------- | ------------- | --------- | ------------------------------------- |
| Mervana Jugić-Salkić | enkelspel (v) | 33e       | 1e ronde: V van ITA Camerin: 3-6, 4-6 |

### Zwemmen
| Olympiër     | Discipline          | Resultaat | Prestatie            |
| ------------ | ------------------- | --------- | -------------------- |
| Željko Panić | 100m vrije slag (m) | 55e       | serie 2: 3e in 52,75 |

Afghanistan · Albanië · Algerije · Amerikaanse Maagdeneilanden · Amerikaans-Samoa · Andorra · Angola · Antigua en Barbuda · Argentinië · Armenië · Aruba · Australië · Azerbeidzjan · Bahama's · Bahrein · Bangladesh · Barbados · België · Belize · Benin · Bermuda · Bhutan · Bolivia · Bosnië en Herzegovina · Botswana · Brazilië · Britse Maagdeneilanden · Brunei · Bulgarije · Burkina Faso · Burundi · Cambodja · Canada · Centraal-Afrikaanse Republiek · Chili · China · Chinees Taipei · Colombia · Comoren · Congo-Brazzaville · Congo-Kinshasa · Cookeilanden · Costa Rica · Cuba · Cyprus · Denemarken · Djibouti · Dominica · Dominicaanse Republiek · Duitsland · Ecuador · Egypte · El Salvador · Equatoriaal-Guinea · Eritrea · Estland · Ethiopië · Fiji · Filipijnen · Finland · Frankrijk · Gabon · Gambia · Georgië · Ghana · Grenada · Griekenland · Groot-Brittannië · Guam · Guatemala · Guinee · Guinee‑Bissau · Guyana · Haïti · Honduras · Hongarije · Hongkong · Ierland · IJsland · India · Indonesië · Irak · Iran · Israël · Italië · Ivoorkust · Jamaica · Japan · Jemen · Jordanië · Kaaimaneilanden · Kaapverdië · Kameroen · Kazachstan · Kenia · Kirgizië · Kiribati · Koeweit · Kroatië · Laos · Lesotho · Letland · Libanon · Liberia · Libië · Liechtenstein · Litouwen · Luxemburg · Macedonië · Madagaskar · Malawi · Malediven · Maleisië · Mali · Malta · Marokko · Mauritanië · Mauritius · Mexico · Micronesië · Moldavië · Monaco · Mongolië · Mozambique · Myanmar · Namibië · Nauru · Nederland · Nederlandse Antillen · Nepal · Nicaragua · Nieuw-Zeeland · Niger · Nigeria · Noord-Korea · Noorwegen · Oeganda · Oekraïne · Oezbekistan · Oman · Oostenrijk · Oost‑Timor · Pakistan · Palau · Palestina · Panama · Papoea-Nieuw-Guinea · Paraguay · Peru · Polen · Portugal · Puerto Rico · Qatar · Roemenië · Rusland · Rwanda · Saint Kitts en Nevis · Saint Lucia · Saint Vincent en Grenadines · Salomonseilanden · Samoa · San Marino · Sao Tomé en Principe · Saoedi-Arabië · Senegal · Servië en Montenegro · Seychellen · Sierra Leone · Singapore · Slovenië · Slowakije · Soedan · Somalië · Spanje · Sri Lanka · Suriname · Swaziland · Syrië · Tadzjikistan · Tanzania · Thailand · Togo · Tonga · Trinidad en Tobago · Tsjaad · Tsjechië · Tunesië · Turkije · Turkmenistan · Uruguay · Vanuatu · Venezuela · Verenigde Arabische Emiraten · Verenigde Staten · Vietnam · Wit-Rusland · Zambia · Zimbabwe · Zuid-Afrika · Zuid-Korea · Zweden · Zwitserland